# 鉢ケ峯寺村
鉢ケ峯寺村（はちがみねじむら）は、かつて和泉国・伯太県・堺県・大阪府大鳥郡にあった村である。現在の堺市南区鉢ケ峯寺、御池台の一部にあたる。

## 歴史
当村東部の山地が八峯（鉢峯）と呼ばれ、山頂に国神社と長福寺（現・法道寺）があった。村名は長福寺がその山号から鉢ケ峯寺と通称されたことに由来する。1661年（寛文元年）から廃藩置県まで伯太藩領。なお、国神社は1910年（明治43年）に桜井神社へ合祀されている。
- 1871年（明治4年）8月29日（7月14日） 廃藩置県により、伯太県に所属。
- 1872年（明治4年）1月2日（11月22日） 第1次府県統合により、堺県に所属。
- 1881年（明治14年）2月7日 堺県の大阪府編入により、大阪府に所属。
- 1889年（明治22年）4月1日 町村制施行により、大鳥郡南上神村の大字となる。